# En god cigar
En god cigar er en dansk dokumentarfilm fra 1992, der er instrueret af Tue Ritzau efter manuskript af Per A. Fossum og Janne M. Lauersen.

## Handling
Denne artikel mangler et handlingsreferat. Hjælp os med at skrive det.